# Toxorhina digitifera
Toxorhina digitifera là một loài ruồi trong họ Limoniidae. Chúng phân bố ở miền Australasia.